# ATP Challenger San Marino
Das ATP Challenger San Marino (offizieller Name: Internazionali di Tennis San Marino Open) ist ein 1988 und von 2001 bis 2014 sowie ab 2021 wieder ausgetragenes Tennisturnier in San Marino. Es ist Teil der ATP Challenger Tour und wird im Freien auf Sandplatz im Centro Tennis Cassa di Risparmio di Fonte dell’Ovo ausgetragen. Zwischen 1989 und 2000 war das Turnier als ATP San Marino Teil der ATP Tour.

## Bisherige Sieger

### Einzel
| Jahr                                            | Sieger             | Finalgegner           | Ergebnis        |
| ----------------------------------------------- | ------------------ | --------------------- | --------------- |
| 2025                                            | Lukáš Klein        | Dino Prižmić          | 6:3, 6:4        |
| 2024                                            | Alexandre Müller   | Tseng Chun-hsin       | 6:3, 4:6, 7:63  |
| 2023                                            | Jaume Munar        | Andrea Pellegrino     | 6:4, 6:1        |
| 2022                                            | Pawel Kotow        | Matteo Arnaldi        | 7:65, 6:4       |
| 2021                                            | Holger Rune        | Orlando Luz           | 1:6, 6:2, 6:3   |
| 2015–2020: nicht ausgetragen                    |                    |                       |                 |
| 2014                                            | Adrian Ungur       | Antonio Veić          | 6:1, 6:0        |
| 2013                                            | Marco Cecchinato   | Filippo Volandri      | 6:3, 6:4        |
| 2012                                            | Martin Kližan      | Simone Bolelli        | 6:3, 6:1        |
| 2011                                            | Potito Starace (3) | Martin Kližan         | 6:1, 3:0 aufgg. |
| 2010                                            | Robin Haase        | Filippo Volandri      | 6:2, 7:68       |
| 2009                                            | Andreas Seppi      | Potito Starace        | 7:64, 2:6, 6:4  |
| 2008                                            | Filippo Volandri   | Potito Starace        | 5:7, 6:4, 6:1   |
| 2007                                            | Potito Starace (2) | Albert Montañés       | 6:4, 7:65       |
| 2006                                            | Albert Montañés    | Sergio Roitman        | 7:65, 6:75, 6:3 |
| 2005                                            | Juan Antonio Marín | Saša Tuksar           | 6:2, 6:4        |
| 2004                                            | Potito Starace (1) | Hugo Armando          | 6:4, 1:6, 6:3   |
| 2003                                            | Alessio di Mauro   | David Sánchez         | 6:3, 3:2 aufgg. |
| 2002                                            | José Acasuso       | Albert Portas         | 3:6, 6:3, 6:2   |
| 2001                                            | Juan Antonio Marín | Markus Hipfl          | 6:2, 2:6, 7:63  |
| 1989–2000: als ATP San Marino Teil der ATP Tour |                    |                       |                 |
| 1988                                            | Paolo Canè         | Francesco Cancellotti | 6:7, 6:3, 6:3   |

### Doppel
| Jahr                                            | Sieger                                 | Finalgegner                       | Ergebnis          |
| ----------------------------------------------- | -------------------------------------- | --------------------------------- | ----------------- |
| 2025                                            | Karol Drzewiecki Ray Ho                | Miloš Karol Witalij Satschko      | 7:5, 7:63         |
| 2024                                            | Petr Nouza Patrik Rikl                 | Théo Arribagé Orlando Luz         | 1:6, 7:5, [10:6]  |
| 2023                                            | Iwan Ljutarewitsch Wladyslaw Manafow   | Théo Arribagé Luca Sanchez        | 6:4, 7:68         |
| 2022                                            | Marco Bortolotti Sergio Martos Gornés  | Ivan Sabanov Matej Sabanov        | 6:4, 6:4          |
| 2021                                            | Zdeněk Kolář Luis David Martínez       | Rafael Matos João Menezes         | 1:6, 6:3, [10:3]  |
| 2015–2020: nicht ausgetragen                    |                                        |                                   |                   |
| 2014                                            | Radu Albot Enrique López Pérez         | Franko Škugor Adrian Ungur        | 6:4, 6:1          |
| 2013                                            | Nicholas Monroe Simon Stadler          | Daniele Bracciali Florin Mergea   | 6:2, 6:4          |
| 2012                                            | Michal Mertiňák Lukáš Dlouhý (2)       | Stefano Ianni Matteo Viola        | 1:6, 7:63, [11:9] |
| 2011                                            | Jamie Cerretani Philipp Marx           | Daniele Bracciali Julian Knowle   | 6:3, 6:4          |
| 2010                                            | Daniele Bracciali Lovro Zovko          | Yves Allegro Jamie Cerretani      | 2:6, 6:2, [10:5]  |
| 2009                                            | Lucas Arnold Ker Sebastián Prieto      | Johan Brunström Jean-Julien Rojer | 7:64, 2:6, [10:7] |
| 2008                                            | Yves Allegro Horia Tecău               | Fabio Colangelo Philipp Marx      | 7:5, 7:5          |
| 2007                                            | Pablo Cuevas Juan Pablo Guzmán         | Tomasz Bednarek Jamie Cerretani   | 6:1, 6:0          |
| 2006                                            | Máximo González Sergio Roitman         | Jérôme Haehnel Julien Jeanpierre  | 6:3, 6:4          |
| 2005                                            | Lukáš Dlouhý (1) David Škoch (3)       | Jeff Coetzee Chris Haggard        | 3:6, 6:4, 6:3     |
| 2004                                            | Massimo Bertolini (2) Tom Vanhoudt (2) | Adrián García Álex López Morón    | 6:2, 6:4          |
| 2003                                            | Massimo Bertolini (1) Tom Vanhoudt (1) | Federico Browne Dominik Hrbatý    | 7:5, 6:73, 6:2    |
| 2002                                            | Leoš Friedl (2) David Škoch (2)        | Massimo Bertolini Cristian Brandi | 6:2, 6:4          |
| 2001                                            | František Čermák David Škoch (1)       | Devin Bowen Aleksandar Kitinov    | 7:5, 6:4          |
| 1989–2000: als ATP San Marino Teil der ATP Tour |                                        |                                   |                   |
| 1988                                            | Christer Allgårdh Josef Čihák          | João Cunha e Silva Jörgen Windahl | 6:4, 6:2          |